# Wissam al-Hassan
Wissam Adnan al-Hassan (en arabe : وسام عدنان الحسن (Wisām ‘Adnān al-Ḥasan), né le 11 avril 1965 à Btouratige (Liban) et mort le 19 octobre 2012 à Beyrouth, est un haut responsable et général libanais.
Il dirige les renseignements des Forces de Sécurité Intérieures (FSI).
Proche de Rafik Hariri, il est un acteur majeur de l'Alliance du 14-Mars, sans avoir de position politique. Il est tué dans un attentat à la voiture piégée le 19 octobre 2012 dans le quartier d'Achrafieh à Beyrouth.
C'est un assassinat vraisemblablement ordonné par la Syrie ,,,.

## Parcours

### Origine
Wissam al-Hassan est né le 11 avril 1965 dans une famille sunnite dans la ville de Btouratige, dans le district du Koura au Liban.

### Garde de Rafiq Hariri
Al-Hassan a passé la première partie de sa carrière à assurer la sécurité du leader sunnite et premier ministre libanais Rafiq Hariri en étant à la tête de son service de sécurité en 2001.
Rafiq Hariri a été tué dans un attentat à la voiture piégée à Beyrouth le 14 février 2005. En tant que chef du protocole d'Hariri, al-Hassan aurait normalement dû être dans le cortège pendant l'attaque mais ce jour-là, il avait pris un jour de congé pour étudier dans le cadre d'un examen universitaire,.
En 2010, Radio-Canada rapporte que les enquêteurs du Tribunal spécial des Nations unies pour le Liban, après avoir considéré son alibi comme « faible et inconséquent », ont suspecté al-Hassan d'une possible implication dans l'assassinat d'Hariri. Cependant, Saad Hariri, fils de Rafiq, déclare qu'il a toujours eu une totale confiance envers al-Hassan. Ce dernier ne figure donc pas parmi les personnes inculpées par le tribunal en janvier 2011 : les procureurs du tribunal s'intéressent en priorité à quatre membres du Hezbollah, chiite et pro-syrien. Selon certaines sources, il aurait été ordonné aux investigateurs de l'ONU de ne pas procéder à des investigations sur les implications d'al-Hassan, de peur de nuire aux coopérations avec les FSI.

### Chef des renseignements des FSI
Au lendemain de l'assassinat de Rafiq Hariri, la branche des renseignements est formée au sein des Forces de sécurité intérieure au Liban, de la police nationale et de la force de sécurité au Liban. Al-Hassan est nommé chef de la branche des renseignements en 2006 et est chargé de mener les investigations sur la mort de Rafiq Hariri,.
Son service de renseignement est considéré comme étant soutenu par l'Alliance du 14-Mars, agissant comme un contrepoids au renseignement des Forces armées libanaises considérée comme pro-syrienne. Les membres de son organisation ont fait l'objet d'assassinats et de tentatives d'assassinats répétés. Une des tâches de la branche des renseignements a été de démanteler le réseau d'espions israéliens au Liban, ce qui a conduit à l'arrestation de plus de 100 personnes soupçonnées de collaborer avec Israël,.
En tant que chef de la branche de renseignement, al-Hassan est critiqué par les membres de l'Alliance du 8-Mars pour avoir volontairement concentré ses investigations sur ses membres et sur des figures pro-syriennes. Le 9 août 2012, al-Hassan fait les unes de la presse libanaise en tant qu'acteur-clé dans une enquête qui a conduit à l'arrestation de l'ancien ministre de l'information Michel Samaha, proche des courants pro-syriens, qui a été accusé de transporter des explosifs au Liban avec l'aide du chef de la sécurité syrienne, Ali Mamlouk, dans une tentative supposée de déstabilisation du pays,. Le ministre de l'intérieur libanais Marwan Charbel (en) rapporte qu'Al-Hassan a été menacé à la suite de l'arrestation de Samaha.
Al-Hassan a également été nommé comme partenaire de négociation possible par l'Armée syrienne libre après que les combattants insurgés syriens ont enlevé 11 pèlerins chiites libanais en août 2012.

### Assassinat
Le 19 octobre 2012, Wissam Al Hassan est tué dans un attentat à la voiture piégée dans le quartier chrétien d'Achrafieh, alors qu'il rejoignait sa résidence dans ce quartier de Beyrouth,. Il était de retour d'un voyage en France où il a mis sa famille en sécurité
Personne ne savait que son vol arrivait de Paris et aucun convoi de sécurité ne l'attendait. Optant pour le choix de la discrétion, il circulait dans une Honda grise banalisée. Il aurait été pris en filature dès l’aéroport de Beirut, qui est contrôlé par le Hezbollah .
Son chauffeur et une passante, Georgette Sarkissian sont tués et plus de 80 personnes sont blessées . De Wissam Al-Hassan et de son chauffeur, on ne retrouvera pratiquement rien, si ce n’est un morceau tordu du pistolet de l’officier.
L'explosion est si puissante qu'elle endommage plusieurs immeubles environnants et cause les plus gros dégâts à Beyrouth depuis l'assassinat de Rafiq Hariri en 2005.
Quelques jours avant sa mort, Wissam Al Hassan affirme à un journaliste du Washington Post qu'il se sent physiquement menacé par la Syrie et le Hezbollah . Le Général Achraf Rifi, patron des Forces de sécurité intérieures , estime que la Syrie est responsable de l'assasinat du Général Wissam Al Hassan.
Pour le leader sunnite Saad Hariri : « Nous accusons Bachar El-Assad d’avoir assassiné Wissam Al-Hassan, le garant de la sécurité des Libanais . ». Le leader chrétien Samir Geagea affirme que son assassinat est une représailles syrienne dû à son implication dans l'arrestation le 9 août par les FSI de l'ancien ministre Michel Samaha pour terrorisme.
Le leader Druze Walid Jumblatt déclare : "J'accuse ouvertement Bachar al-Assad et son régime d'avoir tué Wissam al-Hassan".
Pour le député chrétien Nadim Gemayel, fils du Président Bachir Gemayel :  
« Le général Al-Hassan représentait une menace pour les Assad car il avait constitué un service de renseignement indépendant, échappant au contrôle du Hezbollah. Un service qui n’était pas destiné à espionner les opposants, comme dans les dictatures arabes, mais à lutter contre le terrorisme. Il avait même mis au jour un réseau d’espionnage israélien. Il avait aussi démasqué les membres du Hezbollah auteurs de l’attentat contre Rafic Hariri en 2005. Hassan avait acquis la confiance des services de renseignement américains, français, britanniques et allemands, qui lui fournissaient des informations. Pour nous, les opposants, il était notre parapluie sécuritaire. Il nous informait des menaces qui pesaient sur nous. Depuis cet été, il avait renforcé notre protection. Il était aussi en contact avec les insurgés syriens. Pour toutes ces raisons, Bachar El-Assad avait demandé au président libanais de l’écarter. »
Au lendemain de l'assassinat, des manifestants tentent de bloquer des routes en brûlant des pneus alors que plusieurs membres de l'opposition tiennent le premier ministre Najib Mikati pour responsable des événements et l'appellent à démissionner.
Les obsèques du général al-Hassan se déroulent le 22 octobre sur la place des Martyrs et donnent lieu à de nombreuses manifestations de plusieurs partis dans le centre-ville de Beyrouth, ce qui ravive des tensions internes.